# المتهمة (فلم 1942)
المتهمة فيلم مصري تم إخراج هنري بركات وبطولة آسيا داغر وزكي رستم.

## قصة الفيلم
يحكى الفيلم قصة وكيل نيابة كامل يقوم بإرسال تاجر مخدرات إلى السجن 15 عام فتحاول زوجته الانتقام من كامل بإيهامه أن زوجته تخونه فيقع في شركهم ويصدق أن زوجته خائنة ويقوم بطردها وتتوالى الأحداث.

## فريق العمل
إخراج: هنري بركات

تأليف:
- فتوح نشاطي (قصة)
- هنري بركات (سيناريو)
- يوسف جوهر (حوار)

إنتاج: لوتس فيلم (آسيا داغر)

### بطولة
- آسيا داغر
- زكي رستم
- زينب صدقي
- عبد الفتاح القصري
- فردوس محمد
- عبد العزيز خليل
- أشرف أباظة
- أمينة نور الدين

## روابط خارجية
- المتهمة على موقع IMDb (الإنجليزية)
- المتهمة على موقع قاعدة بيانات الأفلام العربية
- المتهمة على موقع فيلمافينيتي (الإسبانية)
- المتهمة على الدهليز
- المتهمة على كاروهات